# 洋涇浜聖ヨゼフ教会
洋涇浜聖ヨゼフ教会（ようけいほうせいよぜふきょうかい、「浜」は音読みが「ヒン」で訓読みが「はま」で濱の新字体として使われる漢字ではなく、音読みが「ホウ」で川を意味する漢字である。中国語：洋涇浜聖若瑟堂）は、別名を四川南路若瑟堂といい、中華人民共和国上海市黄浦区外灘街道四川南路36号にあるカトリック上海教区の元司教座聖堂である。

## 歴史
1847年（道光26年）、イエズス会士梅徳爾（Lemaitre Mathurin）神父は、清の宮廷の教会財産の返還に関する詔勅を拠り所として、城内の古い天主堂教会や財産を返還するよう要求し、上海道道台は3つの土地を以て古い天主堂の補償をし、洋涇浜はその中の一つで、元は北門外にある張家の祖廟であった。 1857年（咸豊7年）、江南宗座代牧区会計係の杜若蘭（Desjacques Marin）神父は董家渡から洋涇浜に移り、租界初の主任司祭となった。
1858年（咸豊8年）、天主堂の周囲には外国人教徒92人と中国人教徒が180人であった。 1859年（咸豊10年）、教会の建築で、フランス遠征軍司令モントボー（Montaubaw）とボルボロン（Bourbou1on）公使夫人が基礎式を挙行し、次の年6月に第一期の工事が完成する間近に開堂した。1963年（同治2年）、フランス外交大臣のドロイスは中国の賠償から30万フランを江南宗座代牧区の上海イエズス会会長である鄂爾壁に渡し、この資金を用いて上海租界内で広い不動産を購入し、各種の不動産等の業務を経営して、教会の事業を絶えず拡大させた。 1866年（同治5年）、イエズス会士蘇念澄神父（Basuiau Hippolyte）は、洋涇浜ヨゼフ教会の院長兼教区会計長に任じられ、教会は教区の経済的な中心となった。
1950年、龔品梅はカトリック上海教区初の中国人司教に任じられ、司教館を聖ヨゼフ教会に置いた。
1966年8月、文化大革命が勃発し、教会は紅衛兵により閉鎖され、他の用途に充てられた。 1986年に返還されて再度公開され、四川南路小学校と同じ敷地内にある。教会は上海市優秀近代建建築のリストに加えられた。

## 建築
教会は東に面しており、レンガと木の構造で、建築面積は約1,000平方メートル。最も高い箇所はゴシック様式の鐘楼で、高さは30メートル余りで鐘楼の頂上には十字架がある。
1920年代以前、この教会はかつて長い間、上海フランス租界内で唯一のカトリック教会であり、上海のフランス領事はこの教会に専用の席があった。

## 教会周辺
教会の周囲は相次いで病院や学校が開かれた。仁愛会修道女は1864年（同治3年）に公済医院を創立し（後に北蘇州路に移転）、1871年（同治10年）にはヨゼフ書院（外僑女子中学校）を開校した。同年に煉獄援助修道会修道女は、孤児の少女を養って学校を運営し、1875年（光緒元年）に上智女校（即ち暁明女子中学校、市六女子中学校、現在の旅遊職業学校）とヨゼフ女子孤児院（多くはヨーロッパ人とアジア人の混血児で、1937年に徐家匯聖イグナチオ大聖堂に移転した）に分け、1874年（同治13年）には聖フランシスコ学院を創立し、1876年（光緒2年）には煉獄援助修道会女子修道院（別名聖母院、1959年に総会に合併された）の建造を開始した。1886年（光緒12年）に今の金陵東路にあった法文書館（即ち中法学堂）は、今の四川南路に移転し、1912年（民国2年）に今の光明中学校に再度移転した。1915年（民国5年）には教会の前の北側にルイス小学校（今の四川南路小学校で、教会の経営していた中小学校は、中華人民共和国成立後に教育部門により接収された）を開いた。

## ギャラリー

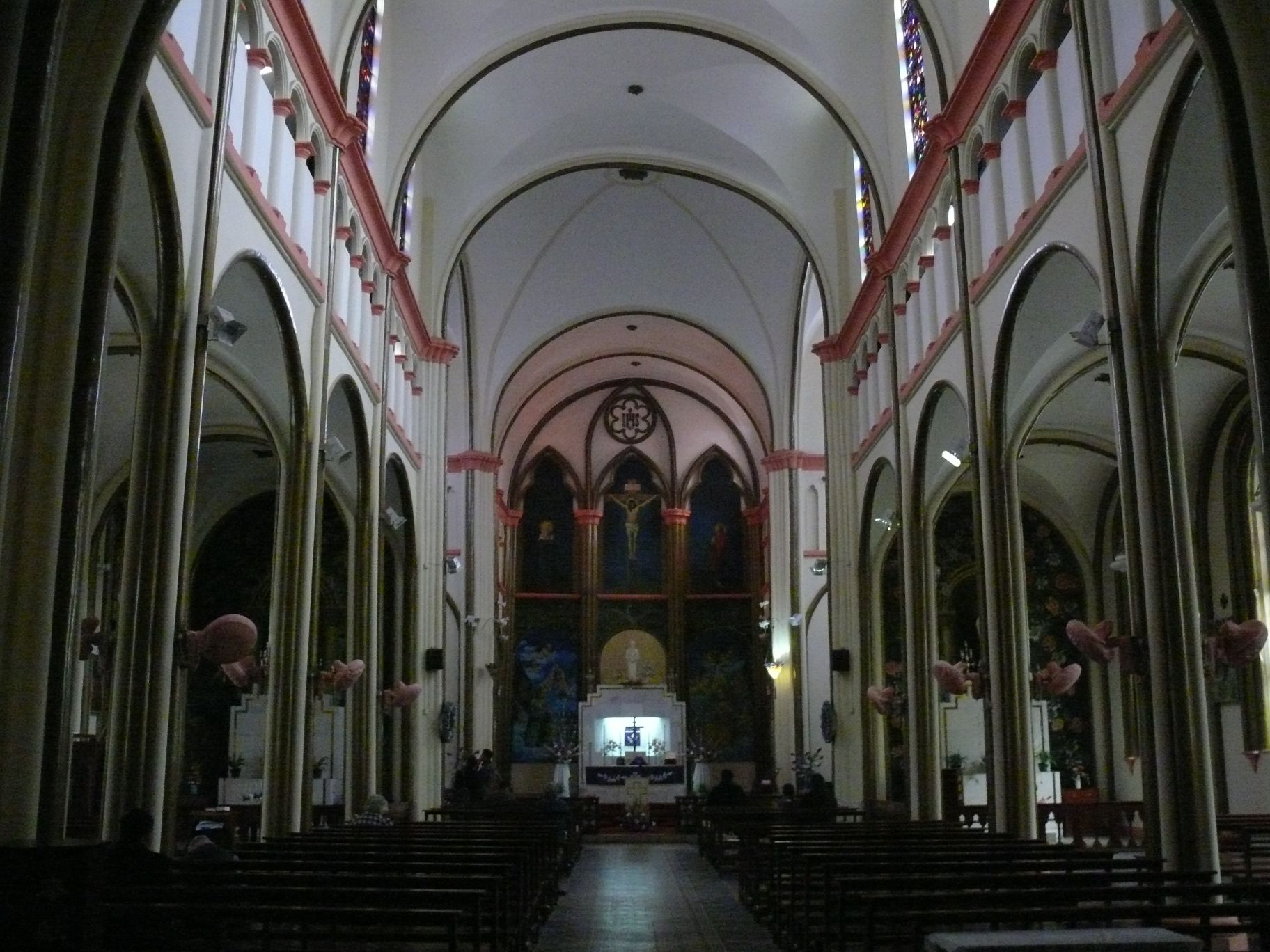
身廊
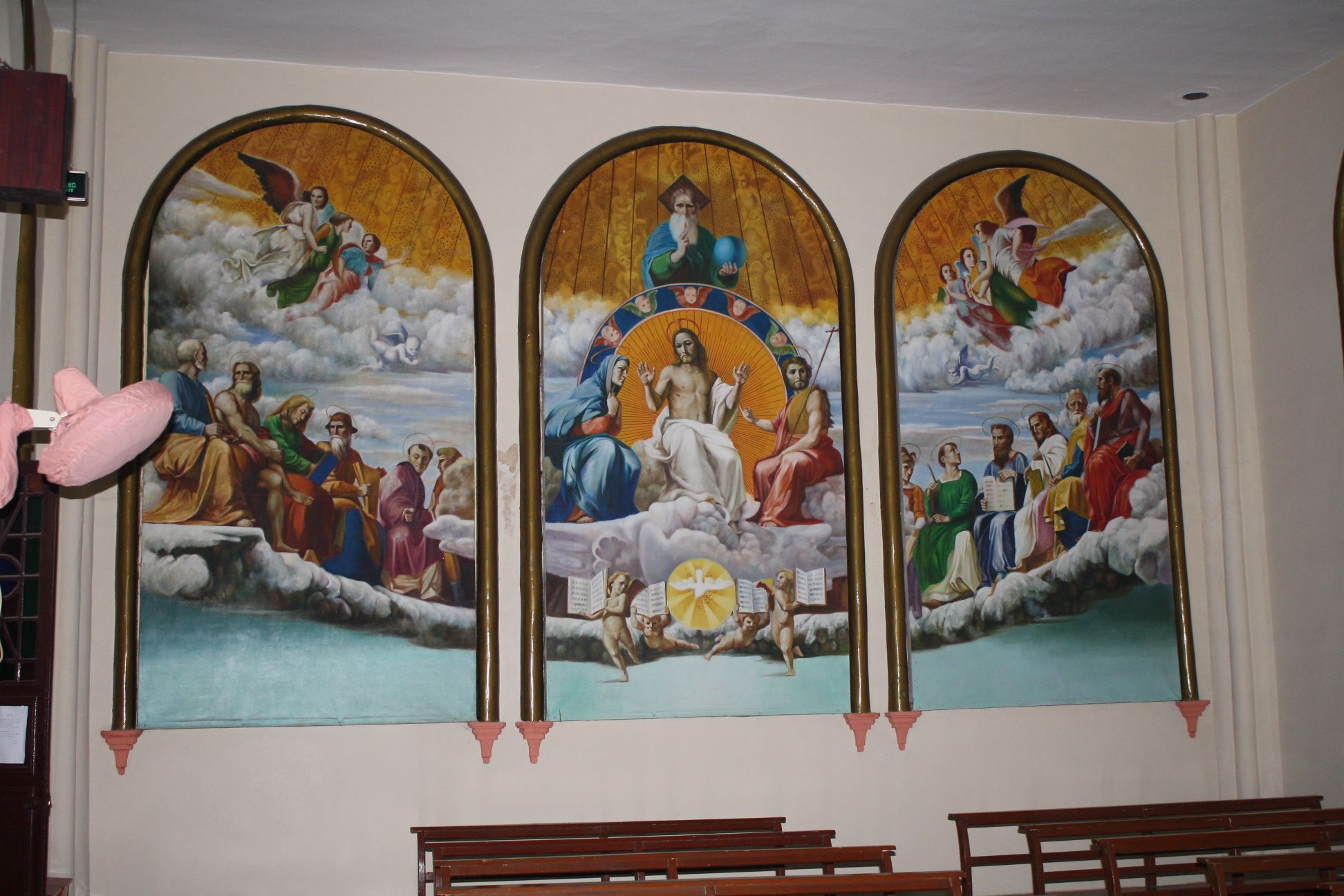
翼廊の装飾（その一）
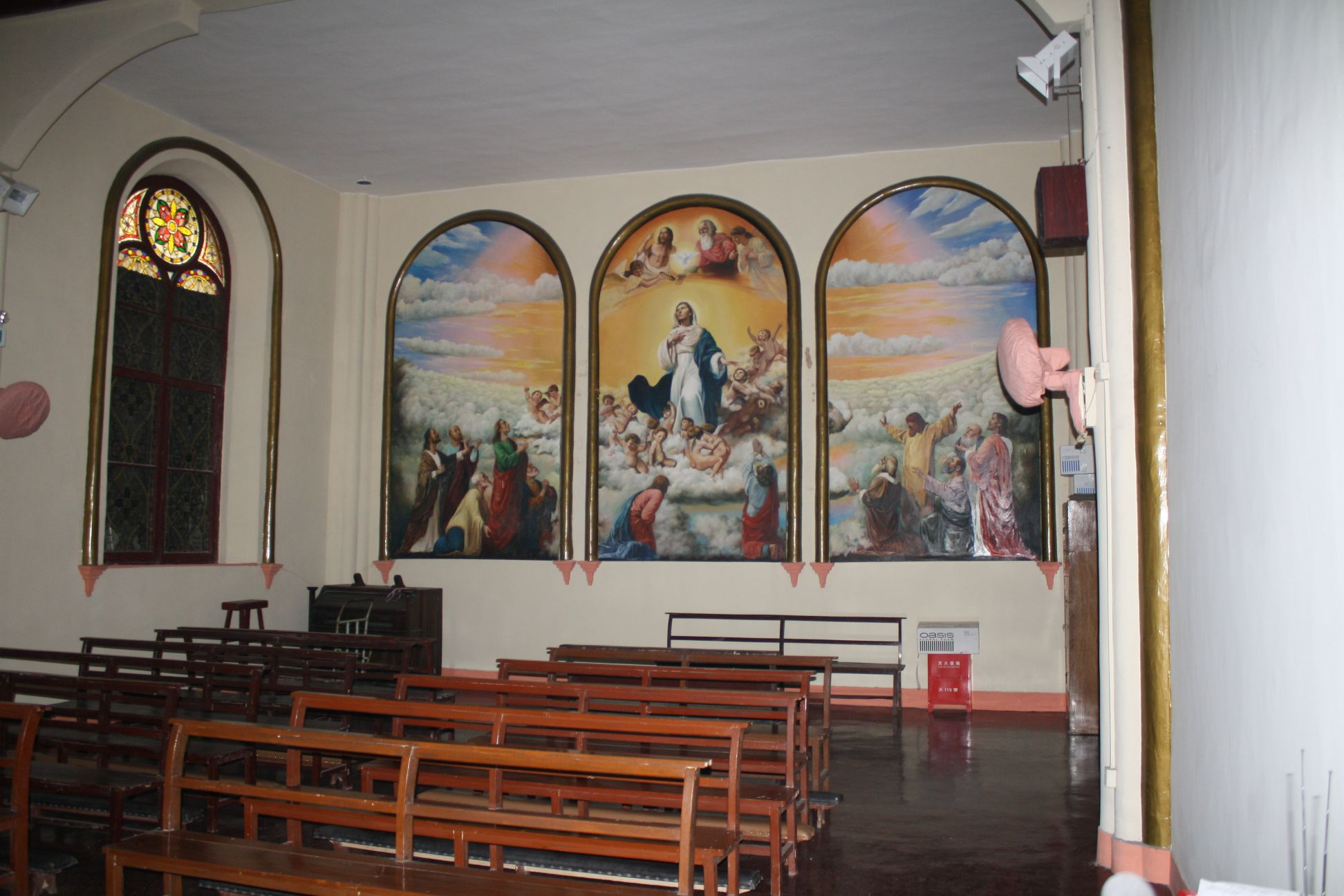
翼廊の装飾（その二）
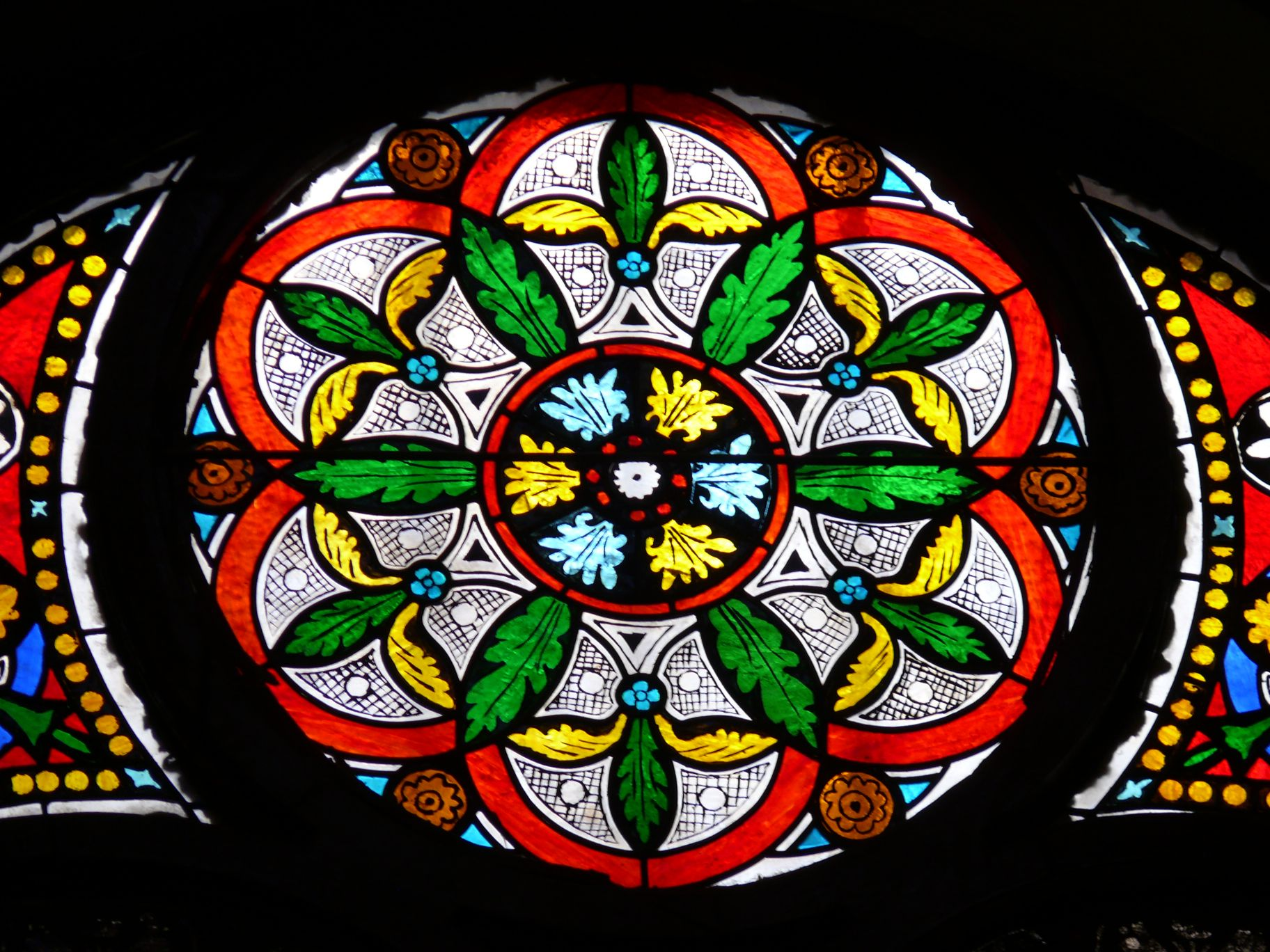
ステンドグラスの詳細